# زایچینو
زایچینو (به بلغاری: Zaychino) یک منطقهٔ مسکونی در بلغارستان است که در شهرستان کاردژالی واقع شده‌است.